# Jean Veber
Jean Veber és un actor, guionista i director francès. És fill de Francis Veber.
Va estudiar cinema al Santa Monica College de Los Angeles.
Va dirigir La Ballade de Don amb Thierry Frémont, Marc Andréoni i Clara Bellar, Le Pharmacien de garde amb Vincent Pérez, Guillaume Depardieu i Pascal Légitimus, i Bipolar amb Andrew J. West, Emma Bell, Béatrice Rosen i Andrew Howard.
També és el creador d'AbracadaPod, un podcast sobre màgia cinematogràfica.

## Filmografia

### Director
- 1999 : La Ballade de Don (curtmetratge, també guionista)
- 2003 : Le Pharmacien de garde (ambé guionista)
- 2014 : Bipolar (també guionista i productor)

### Ajudant de direcció
- 1981 : La Chèvre de Francis Veber

### Guionista
- 1994 : Cache cash de Claude Pinoteau (coguionista)
- 1993 : Le Syndrome de Gilles de la Tourette[2] de Philippe Azoulay (guionista)

### Actor
- 1986 : Les Fugitifs de Francis Veber